# Li Tang

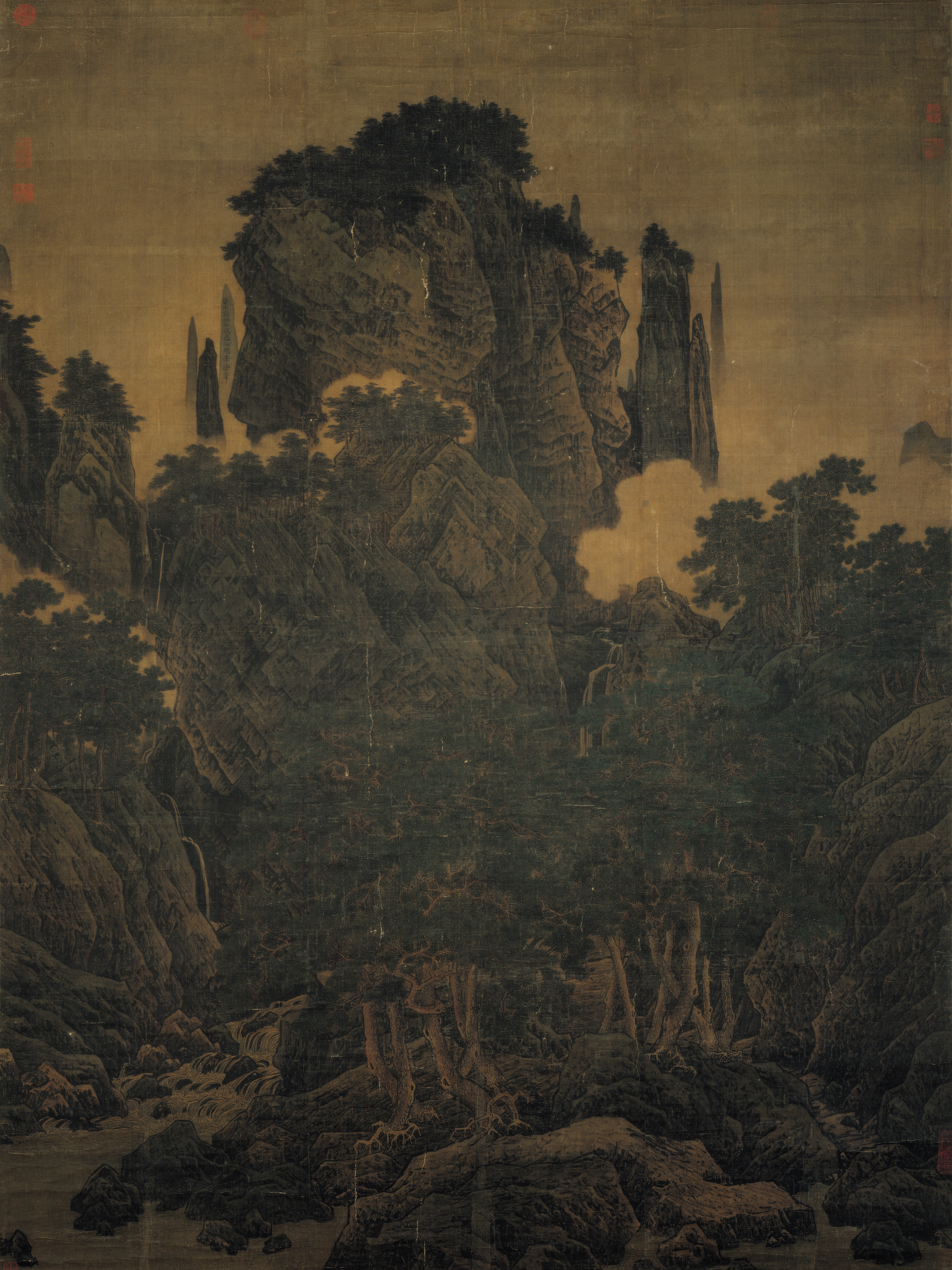
Vind i tallar bland en myriad av dalar
Tusch och färg på siden
Li Tang (1124)

Li Tang (kinesiska: 李唐), född ca 1050, död 1130, var en kinesisk konstnär inom tuschmåleri under Songdynastin (960–1279), framför allt känd för sina landskapsmålningar. Hans stil räknas till den så kallade norra skolan, bland annat kännetecknad av dekorativ detaljrikedom och tillägg av färg.
Lis stil beskrivs gärna som en länk mellan landskapsmålare som Guo Xi under Norra Songdynastin (960–1127) och senare konstnärer som Liu Songnian, Ma Yuan och Xia Gui under Södra Songdynastin (1127–1279). Tillsammans med dessa tre senare konstnärer, räknas Li som en av Södra Songdynastins fyra mästare.
Li Tang förfinade och etablerade tekniken fupi cun (斧劈皴), en typ av penseldrag som liknas vid yxhugg (engelska: axe-cut stroke). Han använde den framför allt för att ge struktur åt klippor och berg. Ett bra exempel på detta är hans målning Vind i tallar bland en myriad av dalar från 1124 (se bild här intill).
Li blev den ledande konstnären vid Norra Songs kejserliga målarakademi, och efter Norra Songs fall begav han sig söderut och började verka vid hovet under Södra Song.